# Libero

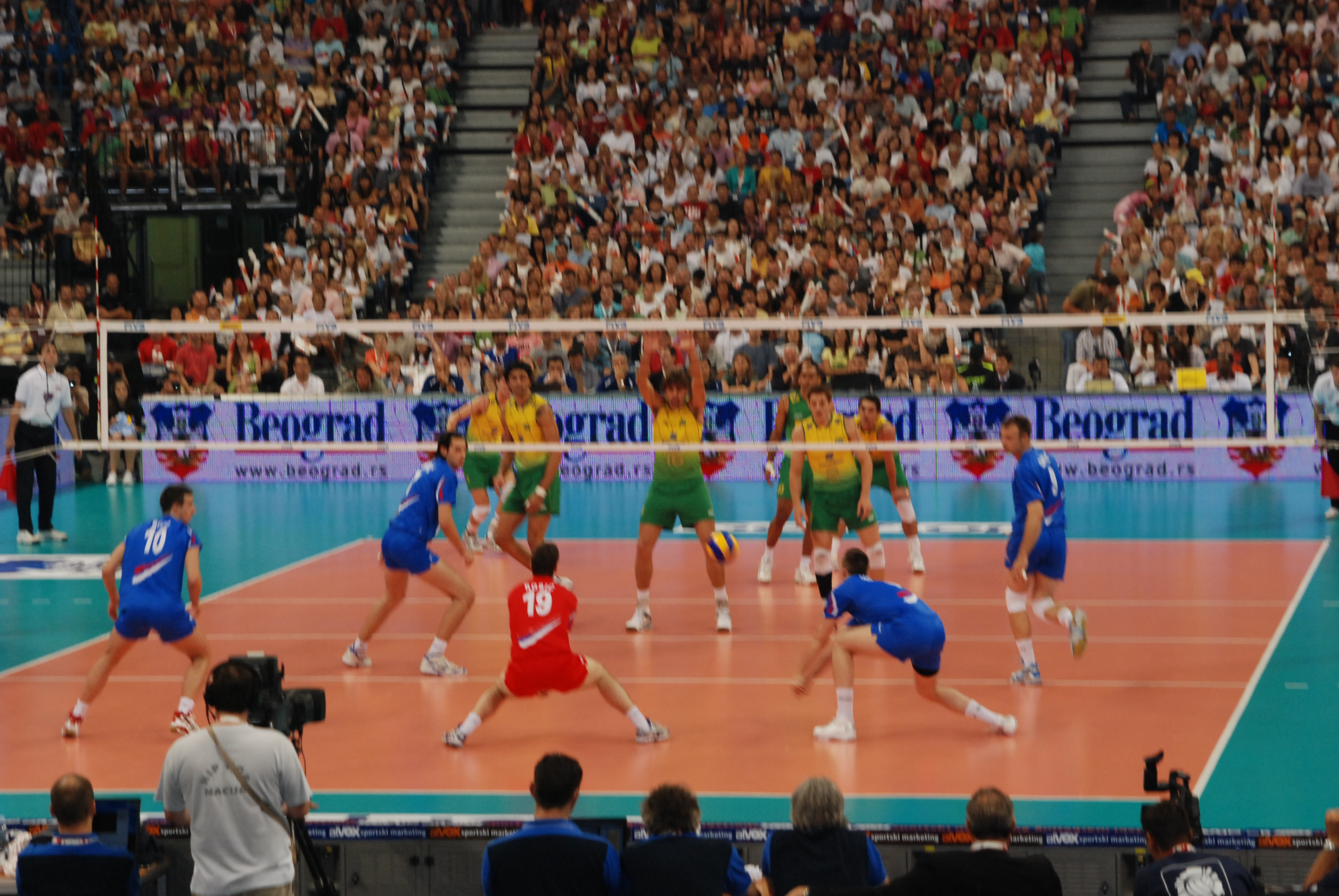
Serbski libero (na czerwono) przygotowujący się do odbioru piłki

Libero (wł. wolny) – zawodnik w piłce siatkowej, którego zadaniem jest tylko gra obronna, ubrany jest w koszulkę innego koloru w celu odróżnienia od pozostałych graczy.

## Zasady gry
Może brać udział jedynie w grze obronnej oraz przyjęciu zagrywki i nie wolno mu atakować z żadnego miejsca boiska i strefy wolnej, jeżeli w momencie kontaktu z piłką ta ostatnia jest powyżej górnej taśmy siatki. Nie może też zagrywać, blokować czy podejmować próby bloku. Zawodnik nie może wykonać spełnionego ataku powyżej górnej krawędzi siatki, gdy piłka jest do niego wystawiona palcami sposobem górnym przez libero, znajdującego się w polu ataku lub jego przedłużeniu. W przypadku wystawienia przez libero piłki sposobem dolnym lub wykonanej spoza pola ataku (lub jego przedłużenia) piłka może być atakowana na dowolnej wysokości.
Zastępowanie zawodników przez libero nie jest zaliczane do zmian regulaminowych. Liczba takich zmian jest nieograniczona, z tym że libero może być zastąpiony tylko na zasadzie zmiany powrotnej, czyli przez zawodnika, którego zastąpił, wchodząc na boisko. Pomiędzy dwiema zmianami z udziałem libero musi być rozegrana akcja.
W przypadku kontuzji libero, jeśli nie ma wyznaczonego drugiego zawodnika libero, trener lub grający kapitan mogą wyznaczyć jako nowego libero jednego spośród zawodników, niegrających na boisku podczas ponownego wyznaczenia. Kontuzjowany gracz nie może powrócić do gry do końca spotkania. Zawodnik wyznaczony jako nowy libero pozostaje nim do końca spotkania.
Libero gra zawsze w linii obrony. Jeżeli w momencie przejścia przechodzi do linii ataku, na boisko wraca zawodnik z podstawowej szóstki.
Libero może być kapitanem zespołu.

## Historia
Potrzeba uczynienia gry bardziej atrakcyjną, w celu przyciągnięcia fanów i sponsorów doprowadziła w 1998 r. do wprowadzenia kilku istotnych zmian w zasadach gry, w tym m.in. wprowadzenie gracza na pozycji libero. Pierwszą międzynarodową imprezą, na której pojawili się libero były mistrzostwa świata kobiet i mężczyzn w 1998 roku. Na tych zawodach jako pierwszy polski libero, który zagrał na międzynarodowej imprezie rangi mistrzowskiej, wystąpił Krzysztof Ignaczak.
Składy drużyn mogą liczyć maksymalnie 12 zawodników wpisanych do protokołu. 31. Kongres FIVB w 2008 r. wprowadził do 14-osobowego składu drużyny 2 zawodników libero, zaś od 2013 roku 2 libero może być w drużynie składającej się z maksymalnie 12 zawodników. Koszulka libero odróżnia go wizualnie od innych graczy z drużyny. W światowych i oficjalnych zawodach FIVB wyznaczany do gry rezerwowy libero musi nosić koszulkę w tym samym stylu i kolorze co libero podstawowy, ale musi mieć swój numer. 
Od 1 stycznia 2011 roku we wszystkich rozgrywkach pod patronatem FIVB możliwe jest dokonanie zmiany libero za libero. Taka decyzja podjęta została podczas 32. Kongresu FIVB w Rzymie, który odbył się w dniach 9-10 września 2010. Według poprzednich zasad pierwszy libero mógł zostać wymieniony na drugiego tylko raz w ciągu meczu. Nowe prawo pozwala trenerowi na zmianę pierwszego libero na drugiego – lub na zwykłego zawodnika – tak często, jak uzna to za konieczne. Wszystkie zmiany będą mogły zostać dokonane bez korzystania ze strefy zmian libero.
Do sezonu 2021/2022 libero nie mógł być kapitanem zespołu.

## Zawodnicy
Znani zawodnicy występujący na pozycji libero: 
- mężczyźni: Dan Lewis, Sergio, Jenia Grebennikov, Aleksiej Obmoczajew, Aleksiej Wierbow, Teodor Sałparow, Erik Shoji, Ferdinand Tille, Paweł Zatorski, Krzysztof Ignaczak, Piotr Gacek, Jakub Popiwczak.
- kobiety: Valeriya Məmmədova, Fabi, Paola Cardullo, Brenda Castillo, Yūko Sano, Stacy Sykora, Paulina Maj-Erwardt, Mariola Zenik, Maria Stenzel, Adriana Adamek